# Minoa
Minoa – wieś w Stanach Zjednoczonych, w stanie Nowy Jork, w hrabstwie Onondaga.